# Oued El Ma
Oued El Ma è un comune dell'Algeria, situato nella provincia di Batna.